# Diocese de Governador Valadares

Mapa da Diocese de Governador Valadares.

A Diocese de Governador Valadares (Dioecesis Valadarensis), é uma circunscrição eclesiástica da Igreja Católica Apostólica Romana, criada no dia 1 de fevereiro de 1956, através da bula Rerum Usu, do Papa Pio XII. A sé episcopal está na Catedral Santo Antônio, localizada em Governador Valadares, no estado brasileiro de Minas Gerais. Seu atual bispo é Dom Antônio Carlos Félix.

## História
A Diocese de Governador Valadares foi criada em 1 de fevereiro de 1956, pela bula “Rerum Usu” do Papa Pio XII, com território desmembrado da Arquidiocese de Diamantina e das dioceses de Araçuaí e Caratinga. Quando criada, a diocese compreendia 495 mil católicos de uma população total de 510 mil habitantes, porém houve uma queda na população católica no período entre 1965 e 1976. No ano de 1976, havia 445 mil católicos em uma população de 510 mil habitantes. O primeiro bispo diocesano foi Dom Hermínio Malzone Hugo que ficou até 1976, quando tomou posse o segundo bispo Dom José Heleno.
Em 1980, havia 496 mil católicos em uma população total de 591 mil habitantes, porém, até o ano de 2004, houve um grande decréscimo da população católica na região da diocese. Esse decréscimo deveu-se, em parte, pelo desmembramento de parte de seu território para a criação da Diocese de Guanhães em maio de 1985. Em 2004, havia 350 mil católicos na Diocese de Governador Valadares numa população total de 500 mil habitantes.

## Localização e subordinação
Atualmente a Diocese de Governador Valadares é formada pelos municípios de:
- Governador Valadares (sede)
- Açucena
- Aimorés
- Alpercata
- Capitão Andrade
- Conselheiro Pena
- Coroaci
- Cuparaque
- Divino das Laranjeiras
- Engenheiro Caldas
- Fernandes Tourinho
- Galileia
- Goiabeira
- Gonzaga
- Itanhomi
- Itueta
- Marilac
- Mathias Lobato
- Nacip Raydan
- Naque
- Periquito
- Resplendor
- Santa Efigênia de Minas
- Santa Rita do Itueto
- São Geraldo da Piedade
- São Geraldo do Baixio
- Sardoá
- Sobrália
- Tumiritinga
- Virgolândia[2]

Pertence à Província Eclesiástica de Mariana, juntamente com as dioceses de Caratinga e Itabira-Coronel Fabriciano. Faz parte do Regional Leste II da CNBB, juntamente com as Províncias Eclesiásticas de Diamantina, Belo Horizonte, Pouso Alegre, Uberaba, Juiz de Fora, Montes Claros e Vitória.

## Atuação social
A diocese conta com diversas pastorais sociais, movimentos e organismos dedicados a ações sociais na região. Um exemplo é a Sociedade São Vicente de Paulo (SSVP), que mantém asilos, creches, orfanatos, hospitais, escolas profissionalizantes, casas de recuperação e centros de convivência.

## Bispos
| #                        | Nome                             | Período    | Notas             |
| Bispos                   | Bispos                           | Bispos     | Bispos            |
| ------------------------ | -------------------------------- | ---------- | ----------------- |
| 4º                       | Antonio Carlos Félix             | 2014-atual |                   |
| 3º                       | Werner Franz Siebenbrock, S.V.D. | 2001-2014  |                   |
| 2º                       | José Gonçalves Heleno            | 1977-2001  |                   |
| 1º                       | Hermínio Malzone Hugo            | 1957-1977  |                   |
| Bispo-coadjutor          |                                  |            |                   |
|                          | José Gonçalves Heleno            | 1976-1977  |                   |
| Administrador apostólico |                                  |            |                   |
|                          | Emanuel Messias de Oliveira      | 2001-2002  | Bispo de Guanhães |